# 中京大賞典
中京大賞典（ちゅうきょうだいしょうてん）とは、日本の日本中央競馬会が中京競馬場の砂2000メートル（現在のダートとはやや異なる）で施行していた中央競馬の重賞競走である。正賞は名古屋市長賞（1969年時点）。
1967年から4回にわたって施行された。1971年も施行予定であったが、高松宮家から優勝杯が下賜されたことを受け「高松宮杯」（のちの高松宮記念）に改められることとなり、第4回競走を最後に廃止された。
廃止時の出走資格はサラブレッド系5歳（現表記4歳）以上の中央競馬所属の競走馬。負担重量は別定。1着賞金は当時の金額で750万円だった。

## 歴史
- 1967年 - 中京競馬場の砂2000mにて、4歳（現3歳）以上の別定の重賞競走「中京大賞典」として創設。
- 1969年
  - 出走資格を5歳（現4歳）以上に変更。
  - 2位入線のハクセンショウが進路妨害により失格[1]。
- 1970年 - 中京競馬場の芝コース設置に伴う改修工事により「松籟ステークス（第4回中京大賞典）」の名称で、京都競馬場の芝2000mで施行[4]。
- 1971年 - 第4回競走を最後に廃止。

### 歴代優勝馬
馬齢は2001年以降の表記に統一する。
| 回数  | 施行日        | 競馬場 | 距離    | 優勝馬         | 性齢 | タイム | 優勝騎手 | 管理調教師 | 馬主     |
| ----- | ------------- | ------ | ------- | -------------- | ---- | ------ | -------- | ---------- | -------- |
| 第1回 | 1967年7月16日 | 中京   | 砂2000m | タイヨウ       | 牡4  | 2:04.7 | 内藤繁春 | 武田文吾   | 内藤博司 |
| 第2回 | 1968年7月21日 | 中京   | 砂2000m | ミドリエース   | 牝4  | 2:06.4 | 池江泰郎 | 長浜彦三郎 | 福島広吉 |
| 第3回 | 1969年2月23日 | 中京   | 砂2000m | ダテホーライ   | 牡4  | 2:05.4 | 宇田明彦 | 星川泉士   | 伊達牧場 |
| 第4回 | 1970年2月1日  | 京都   | 芝2000m | ファインローズ | 牝5  | 2:09.4 | 簗田善則 | 坪重兵衛   | 吉田久博 |

#### 各回競走結果の出典
- 「中京大賞典」『中央競馬全重賞競走成績集 【障害・廃止競走編】』日本中央競馬会、2006年、307-312頁。